# Myllaena
Myllaena is een monotypisch geslacht van kevers uit de familie van de kortschildkevers (Staphylinidae).

## Soort
- Myllaena insipiens Casey, 1911